# Quilicura
Quilicura är en kommun i Chile.   Den ligger i provinsen Provincia de Santiago och regionen Región Metropolitana de Santiago, i den södra delen av landet, 14 km nordväst om huvudstaden Santiago de Chile.
Runt Quilicura är det i huvudsak tätbebyggt. Runt Quilicura är det mycket tätbefolkat, med 3 757 invånare per kvadratkilometer.